# En attendant Nadeau
Az En Attendant Nadeau [EaN] (jelentése franciául: 'Nadeau-ra várva') az irodalomra és a művészetekre szakosodott, 2016-ban létesített online folyóirat. Újonnan megjelent könyvekről közöl kritikákat, ismertetéseket, tartalma szabadon és ingyenesen hozzáférhető.

## Története
A kiadvány első száma 2016. január 16-án jelent meg. Korábbi szerkesztői: Jean Lacoste (1950), Pierre Pachet (1937–2016. június) és Tiphaine Samoyault (1968), 2022 szeptembere óta a szerkesztői feladatokat Jeanne Bacharach, Pierre Benetti et Hugo Pradelle látja el.
Az eredeti szerkesztőbizottság a Maurice Nadeau által 1966-ban alapított La Quinzaine littéraire című irodalmi folyóirat néhány korábbi munkatársából állt. A lapban kialakult válság miatt 2015-ben kiváltak az ottani szerkesztőségből és megindították saját online kiadványukat. A cím egyrészt jelzi, hogy hűek akarnak maradni a lapalapító Maurice Nadeau szellemiségéhez: En Attendant Nadeau, magyarul: Nadeau-ra várva; másrészt utalás Samuel Beckett darabja, a Godot-ra várva címére.
2016 augusztusa óta a kiadvány a Mediapart hírportál partnere, mely minden hétvégén közli egyik cikkét.
A kiadvány révén a szerzők a szabad és független kritikai diskurzust, a világról és a társadalomról átgondoltan folytatott eszmecserét kívánják előmozdítani. Ennek érdekében a kiadvány különböző tudományágakra szakosodott, de az irodalommal szoros kapcsolatban álló munkatársakat egyesít. Szervezi, támogatja az irodalmi rendezvényeket, például a Salon de la revue-t vagy a MEET (Maison des écrivains étrangers et traducteurs) évenkénti nemzetközi irodalmi találkozóit.
Az En Attendant Nadeau a lapszámok recenzióihoz a francia és a külföldi irodalom, valamint a humán tudományok legújabb publikációiból válogat. Rovatai vannak költészet, sci-fi, krimi, klasszikus zene témakörben is.
Közölt recenziói szabadon és ingyenesen hozzáférhetők, közreműködő munkatársai önkéntesek. A kiadványt elsősorban az olvasók adományaiból finanszírozzák. Azoknak, akik nem szeretnek képernyőn olvasni, az aktuális szám online megjelenése után minden alkalommal nyomtatásra alkalmas PDF-verziót is kínálnak.

### 150. száma
2022. április 27. – május 10-i kiadásával az EaN elérte a 150. számot (Kéthetente jelenik meg új száma). Fennállásának bő hat éve alatt több mint 4300 cikket közölt, melyek az archívumban elérhetők. Címek a 150. számból: – Hogyan lehet ma olvasni Céline-t? –Találkozás Ludmilla Ulickajaval. – Visszatérés Lvovba. Az eggyel korábbi számban pedig Molnár T. Eszter Teréz, vagy a test emlékezete című regényének francia kiadásáról jelent meg recenzió.

## Fordítás
- Ez a szócikk részben vagy egészben  az   En attendant Nadeau című francia Wikipédia-szócikk ezen változatának fordításán alapul.  Az eredeti cikk szerkesztőit annak laptörténete sorolja fel. Ez a jelzés csupán a megfogalmazás eredetét és a szerzői jogokat jelzi, nem szolgál a cikkben szereplő információk forrásmegjelöléseként.